# Richard Wilkinson

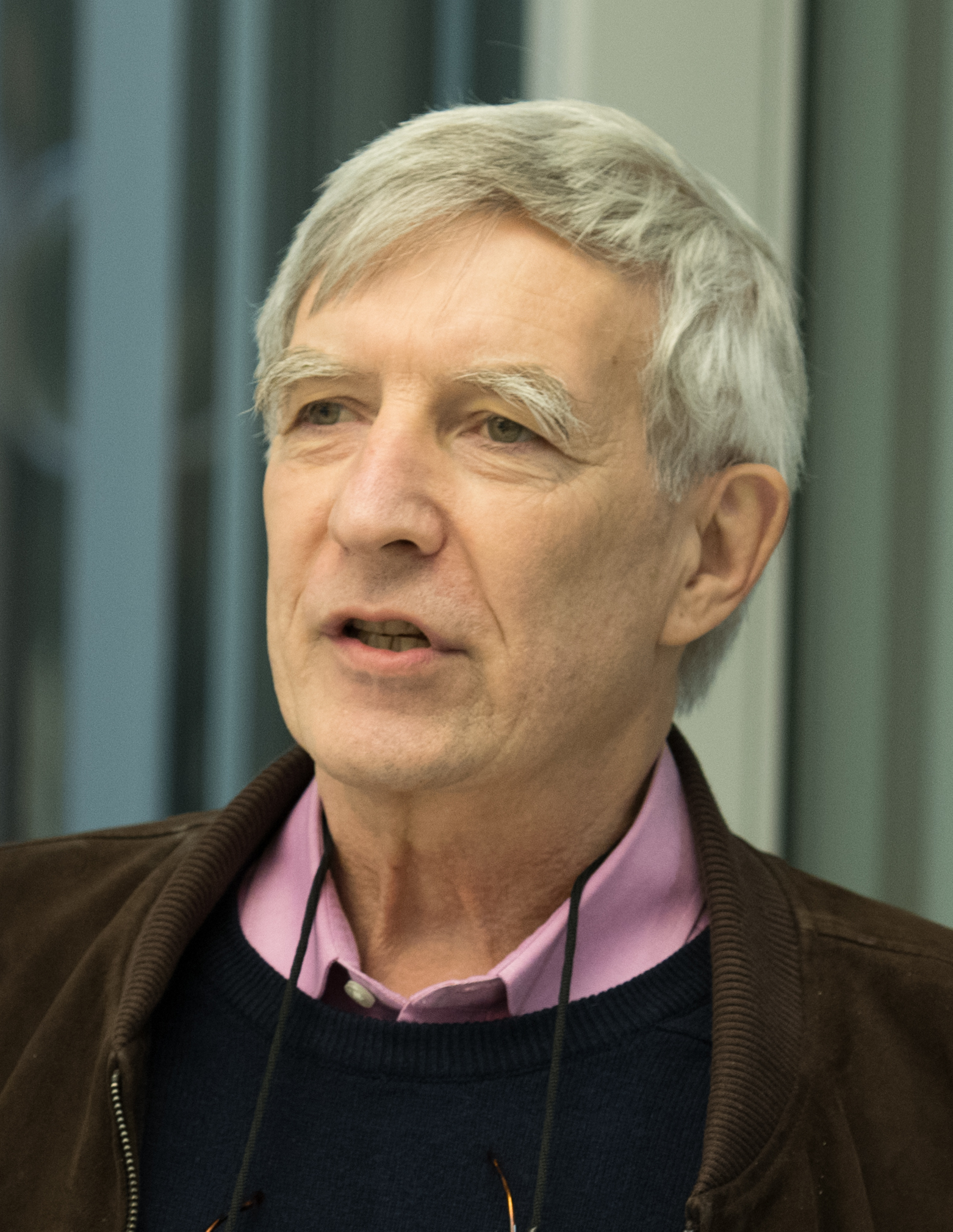
Richard Wilkinson (2018)

Richard G. Wilkinson, född 1943, är en brittisk forskare och politisk debattör inriktad på studier av social ojämlikhet och dennas påverkan på folkhälsan. Wilkinsons arbeten, varav många fått omfattande uppmärksamhet, kommer fram till att jämlika samhällen uppnår bättre resultat med avseende på de flesta folkhälsoparametrar, exempelvis medellivslängd, hälsa, kriminalitet, mentalsjukdomar, upplevt välbefinnande etcetera. En av hans teser är att "jämlikhet är bättre för alla".

## Biografi och publikationer
Richard Wilkinson studerade ekonomisk historia vid London School of Economics och tog sin Master of Arts vid  University of Pennsylvania. Hans mastersavhandling vid University of Nottingham handlade om socio-ekonomiska faktorer bakom skillnader i mortalitet.
Hans första bok, Poverty and Progress, gavs ut 1973. Som forskarstuderande på Nottingham University ägnade han ett år åt storskaliga dataanalyser om möjliga orsaker till ojämlikhet i hälsa mot bakgrund av sociala strata.
1976 publicerades hans artikel Dear David Ennals i New Society (David Ennals var den brittiske socialministern vid denna tidpunkt), vilket ledde till att labourregeringen tillsatte en utredning som 1980 redovisades i the Black Report. I denna påvisades förhållanden med ojämlikhet vad beträffar hälsa trots det allmänt förbättrade hälsoläget i välfärdssamhället. Huvudorsaken befanns vara ekonomisk ojämlikhet: gapet mellan högsta och lägsta socialgrupperna när det gällde för tidig död var dubbelt så stort och detta gap ökade trots att man förväntade det motsatta. Senare utredningar kom till samma resultat. Även eliten har det dock bättre i jämlika samhällen, enligt Wilkinsons studier.
Wilkinson var verksam som professor i social epidemiologi vid University of Nottingham till 2008. Han har utgivit flera verk av vilka Mind the gap (i svensk översättning Tänk på avståndet) och The Spirit Level (i svensk översättning Jämlikhetsanden), skriven tillsammans med Kate Pickett, särskilt uppmärksammats.
Wilkinsons slutsatser om varför ojämlikhet samvarierar med bristande folkhälsa, trots ökande absoluta inkomster även för låginkomsttagare i många ojämlika länder, är jakten på social status och fokusering vid statussymboler. Denna jakt, som är påtaglig redan i ungdomars vardag, leder till ökad stress, minskad tillit och i förlängningen en ökad förekomst av psykisk ohälsa.
I flera av sina böcker har Wilkinson förutom de epidemiologiska studierna av folkhälsan även inkluderat sina politiska råd om de samhällsförändringar som han anser bör ske. Föremålen för hans råd har i första hand varit USA och Storbritannien, som han menar skulle utvecklas positivt om de var mer lika Norden eller Japan i socioekonomiskt avseende. Han har också förespråkat ökat kooperativt ägande via engagemang i folkrörelser.
2009 grundade Richard Wilkinson and Kate Pickett Equality Trust Equality Trust, som strävar efter att förklara vinsterna med ett mer jämlikt samhälle och förespråkar större inkomstjämlikhet.

## Kritik
Att ojämlikhet i sig skulle orsaka ohälsa motsägs av vissa forskare. I Oxford Handbook of Economic Inequality (2009) summeras forskningen på följande sätt: "Övervikten av bevisen visar att relationen mellan inkomst, ojämlikhet och ohälsa antingen inte existerar eller är för svagt för att dyka upp i robusta [vetenskapliga undersökningar]". Samma budskap framförs i en vetenskaplig undersökning av forskarna Andrew Leigh och Christopher Jencks (vars arbete ligger som grund för det aktuella kapitlet i Oxford Handbook of Economic Inequality).
I Sverige har bland annat Nima Sanandaji och Arvid Malm framfört omfattande kritik mot Wilkinsons slutsatser, delvis eftersom de anser att den felrepresenterar forskningsfältet och delvis eftersom statistiken i boken anses vara missledande och felaktig. Kritik har bland annat framförts på SVT Opinion, Wall Street Journal samt via brittiska Taxpayers Alliance.